# マイクロコッカス・ライレ
マイクロコッカス・ライレあるいはミクロコッカス・ライレ（Micrococcus lylae）はマイクロコッカス属の種の一つであり、グラム陽性偏性好気性細菌である。

## 概要
この細菌の通常の生息地は、ヒトの皮膚、塵埃、および水である。4個、8個、または不規則な数の細菌細胞がクラスターを形成し、そのコロニーはしばしば明るい色を呈する。